# Светлобровый хемиспингус
Светлобровый хемиспингус (лат. Thlypopsis superciliaris) — вид птиц из семейства танагровых. Птицы обитают в субтропических и тропических горных влажных лесах, на высоте от 2100—3350 метров над уровнем моря. Длина тела 14 см, масса около 12 грамм.
Выделяют семь подвидов:
- Thlypopsis superciliaris chrysophrys — в Андах департаментов Трухильо, Мерида и северного Тачира (западная Венесуэла);
- Thlypopsis superciliaris superciliaris — на восточных Андах Колумбии (западных склонах в Сантандере, восточных склонах Бояка и на склонах в Кундинамарке);
- Thlypopsis superciliaris nigrifrons — в центральных Андах Колумбии (от Антьокии южнее до склонов в Каука и Нариньо) и Эквадора (южнее до западных склонах Асуая и восточный склонах Морона-Сантьяго);
- Thlypopsis superciliaris maculifrons — от западных гор в южном Эквадоре (в Эль-Оро) южнее до северного Перу (Кахамарка);
- Thlypopsis superciliaris insignis — на восточных склонах Анд Перу — от Амазонаса южнее до Хунина;
- Thlypopsissuperciliaris leucogastrus — на восточных склонах Анд в Хунине (Перу);
- Thlypopsis superciliaris urubambae — на восточных склонах Анд от Куско (Перу) южнее до Кочабамба (Боливия).